# Ван дер Хейде, Арьен
Арьен ван дер Хейде (нидерл. Arjen van der Heide; родился 19 ноября 2001, Херенвен, Нидерланды) — нидерландский футболист, нападающий клуба «Де Графсхап».

## Клубная карьера
Ван дер Хейде — воспитанник клуба «Херенвен» из своего родного города. 4 августа 2019 года в матче против «Хераклеса» он дебютировал в Эредивизи.
30 июля 2022 года перешёл в «Роду», подписав с клубом трёхлетний контракт.